# Arhiepiscopia Ortodoxă Greacă a Australiei
Arhiepiscopia Ortodoxă Greacă a Australiei este o episcopie ortodoxă, parte a Bisericii Ortodoxe Grecești, aflată în comuniune cu celelalte biserici ortodoxe. Arhiepiscopia se află sub jurisdicția Patriarhiei Ecumenice a Constantinopolului. În 2015 episcopia era alcătuită din 120 de parohii și opt mănăstiri grupate în patru districte episcopale.

## Colegiul Ortodox "Sfântul Andrei"
Colegiul Ortodox "Sfântul Andrei" este un seminar ortodox aflat în Redfern, New South Wales. Colegiul a fost înființat în anul 1986 de arhiepiscopul Stylianos, care a propus înființarea unui colegiu teologic în timpul celui de-al patrulea congres cleric și laic din anul 1981, deoarece era nevoie de un colegiu dedicat în special studiului teologic, dar care să predea și alte materii teologice. Se spera că un centru de reflecție teologică și dialog ecumenic ar putea fi creat, care să poată să răspândească ortodoxia, comentarii scripturale, scrieri ale Sfinților Părinți, liturghia ortodoxă, iconografie și spiritualitate.

## Mănăstiri ortodoxe din Australia
- Mănăstirea Sfântul Gheorghe, din Yellow Rock, New South Wales;
- Mănăstirea Panagia Pantanassa, din New South Wales;
- Mănăstirea Sfânta Cruce, din Mangrove Mountain, New South Wales;
- Mănăstirea Panagia Gorgoepikouos, din Lovely Banks, Victoria;
- Mănăstirea Axion Estin, din Northcote, Victoria;
- Mănăstirea Panagia Kamariani, Red Hill, din Red Hill, Victoria;
- Mănăstirea Sfântul Nectarie, din Croydon Park, Australia de Sud;
- Mănăstirea Sfântul Ioan, din Forrestfield, Australia de Vest.